# Antonio Rodríguez Martínez
Antonio Rodríguez Martínez dit « Toño », né le 17 décembre 1979 à Alicante, est un footballeur professionnel espagnol évoluant au poste de gardien de but.
Il évolue de janvier 2005 à juin 2012 au Racing Santander.

## Palmarès
Néant